# Zásada
Zásada là một chợ huyện thuộc huyện Jablonec nad Nisou, vùng Liberecký, Cộng hòa Séc.